# قطع شطرنج خيالية
|  | الأميرة (حصان + فيل)      |
|  | الإمبراطورة (حصان + قلعة) |
|  | الفيل حركة خاصة           |
|  | الزرافة حركة خاصة         |
|  | السائح حركة خاصة          |
|  | الساحر حركة خاصة          |
|  | البطل حركة خاصة           |

قطع الشطرنج الخيالية هي قطع شطرنج تختلف عن القطع العادية ولا تستخدم في الشطرنج القياسي، وتظهر في مختلف متغيرات الشطرنج وبعض مسائل الشطرج ولكل واحدة منها طريقة حركة مميزة.
ونظرا لتاريخ تطور وإنشاء قطع الشطرنج الخيالية المتقطع وغير المنظم فإنه يمكن أن يوجد لنفس القطعة أسماء مختلفة، وتكون عدة قطع مختلفة بنفس الاسم في سياقات مختلفة.

## نوع الحركة

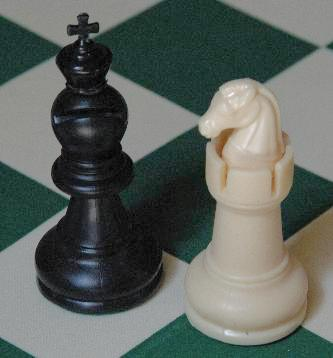
إمبراطورة على اليمين وأميرة على اليسار.

تنقسم قطع الشطرنج حسب نوع حركتها إلى:
- المتجاوزة: هي قطع لها حركة محدودة غير مستمرة تستطيع تجاوز القطع التي في طريق حركتها، لايمكنها تنفيذ التثبيت ولكنها جيدة تنفيذ الشوكات ومن أمثلتها: الحصان، الجمل، حمار الزرد.[1]
- السارية هي قطع لها عدد غير محدود من حركة ابتدائية مثل: القلعة، الفيل، ساري الليل، حمار الزرد الساري.
- القافزة وهي قطع الشطرنج التي عليها القفز فوق قطعة لأخذها أو أخذ القطعة المجاورة لها مثل: الجندب
- المركبة وهي القطع التي تكون توليفة لقطعتين أو أكثر مثل: الأميرة، الإمبراطورة، الأمازونيا.

## قطع أخرى

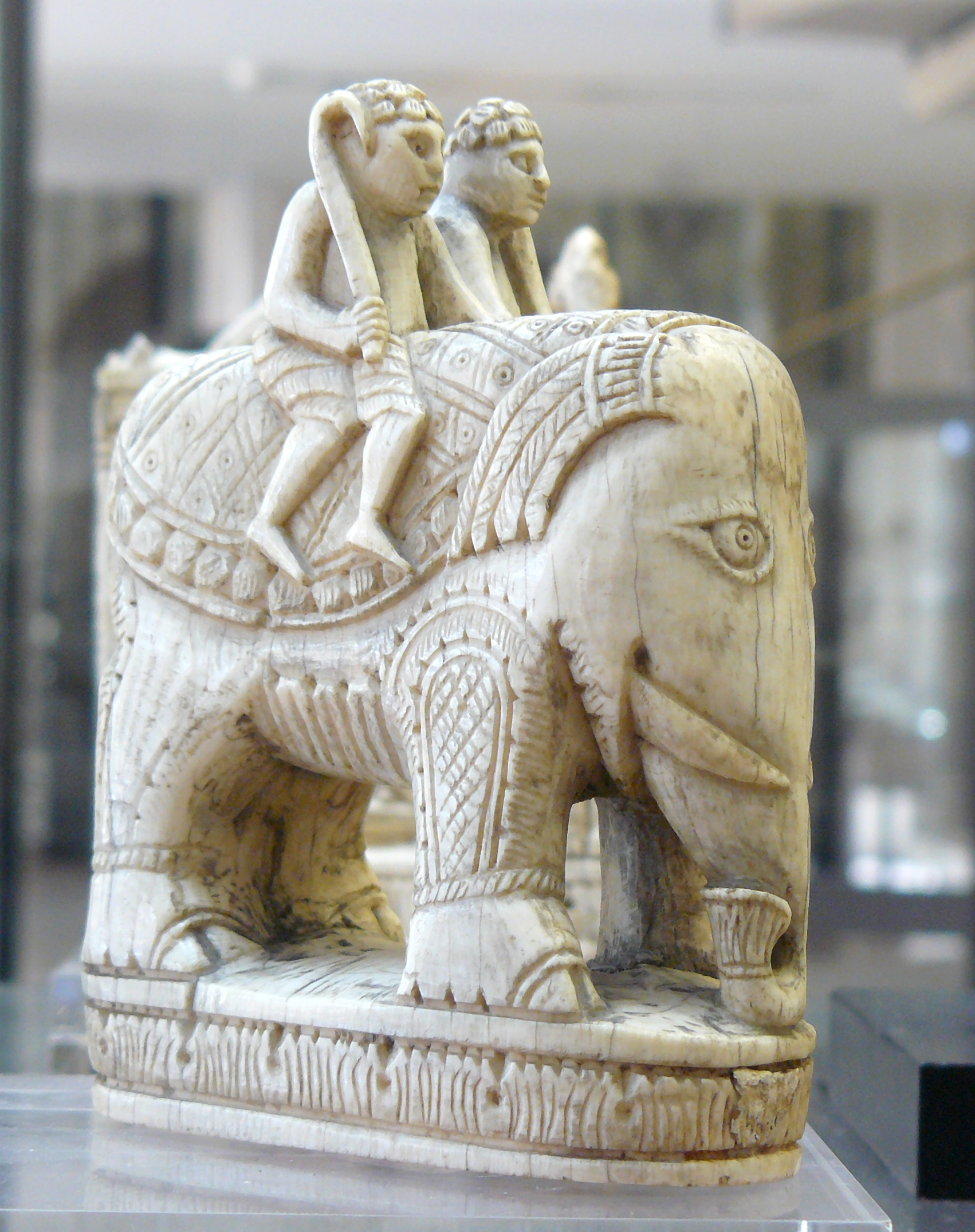
الفيل في قطع شارلمان الشطرنجية

## روابط خارجية
- موسوعة قطع الشطرنج
- دليل إلى الشطرنج الخيالية: كل قطع الشطرنج